# Cool Gardens Poetry Suite
Cool Gardens Poetry Suite è il quinto album in studio del cantautore statunitense Serj Tankian, pubblicato il 9 luglio 2021 dalla Serjical Strike Records.

## Descrizione
Uscito per celebrare i vent'anni dal primo libro di Tankian, Cool Gardens, il disco contiene quattro composizioni strumentali accompagnate da una rilettura di tutte le 87 poesie da parte dell'artista stesso, che in occasione della sua uscita ha dichiarato:
Al fine di promuovere la pubblicazione, Tankian ha reso disponibile attraverso il proprio canale YouTube i video musicali per ogni traccia, partendo da quelli per Cinematic Piano Theme (With Poetry) il 18 giugno e per la versione strumentale di Disarming Time: A Modern Piano Concerto il giorno seguente.

## Tracce
Testi e musiche di Serj Tankian.
1. Cinematic Piano Theme (With Poetry) – 3:24
2. Les Melodies (With Poetry) – 10:20
3. Percussion (With Poetry) – 10:07
4. Disarming Time: A Modern Piano Concerto (With Poetry) – 23:40